# Elephantomyia (Elephantomyia) takachihoi
Elephantomyia (Elephantomyia) takachihoi is een tweevleugelige uit de familie steltmuggen (Limoniidae). De soort komt voor in het Palearctisch gebied.